# Popina

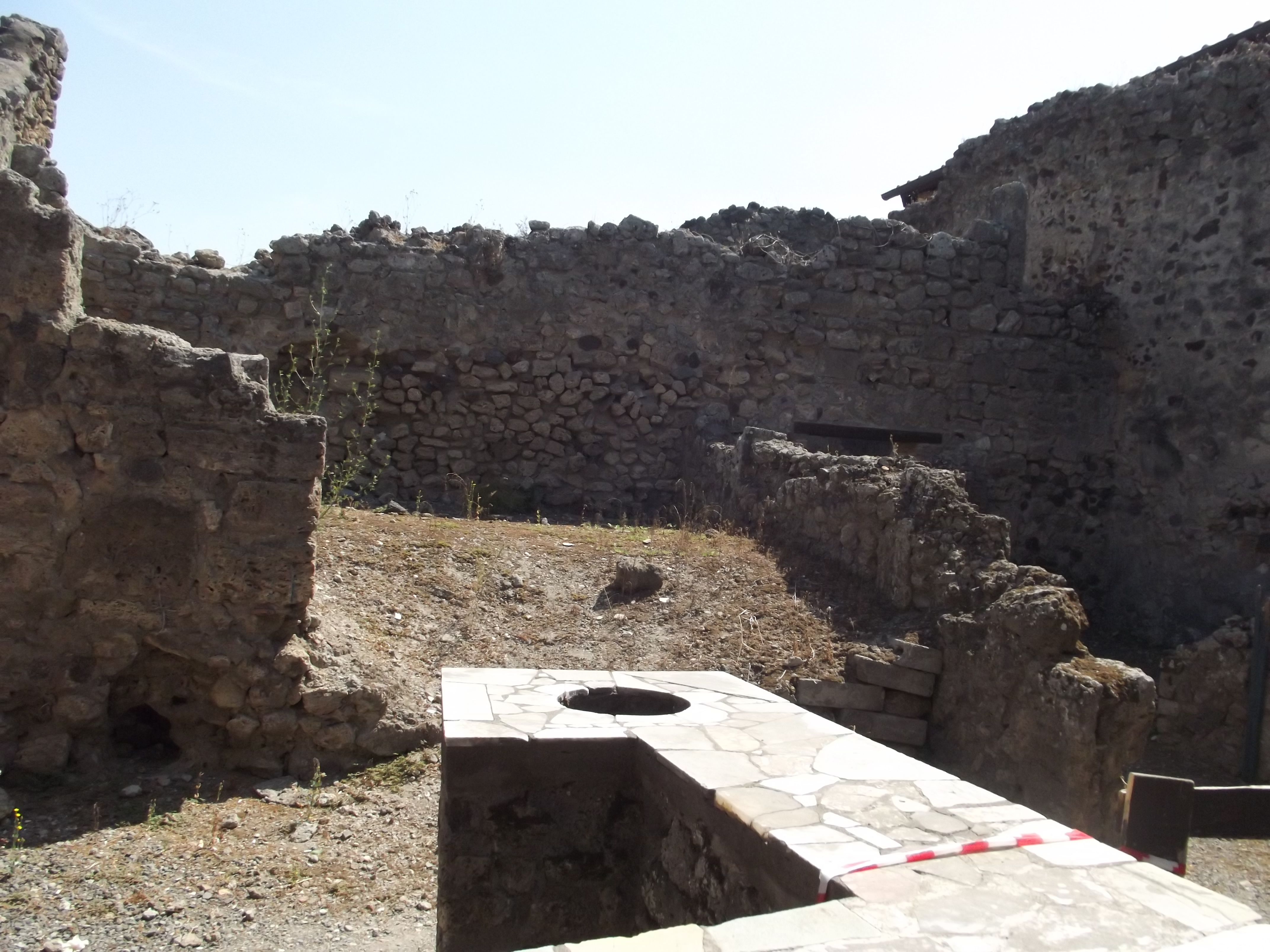
Ruinas de una popina en Pompeya.

La popina (plural: popinae) era un establecimiento público de la Antigua Roma donde se servía principalmente vino de varias calidades, además de un limitado menú compuesto por alimentos sencillos (aceitunas, pan y guisos). La popina era un espacio de socialización para plebeyos y personas de las clases más bajas de la sociedad romana (esclavos, libertos, extranjeros). En la literatura romana estaban frecuentemente asociadas con comportamientos ilegales e inmorales.

## Características
Las popinae eran un tipo de establecimientos generalmente frecuentados por las clases sociales bajas y esclavos, por lo que estaban sencillamente amuebladas con taburetes y mesas. Ofrecían bebida, alimento, sexo y juego. Debido a la asociación de estos lugares con el juego y la prostitución, las popinae eran vistas por los romanos respetables como sitios de delito y violencia. A pesar de que el juego con dados era ilegal, a juzgar por la gran cantidad de dados encontrados en ciudades como Pompeya, la mayoría de personas ignoraban esta ley. Varios grafiti o pinturas en paredes en popinae pompeyanas muestran escenas donde aparecen hombres arrojando dados de unos cubiletes (véase MANN 111482 Foto: Museo Arqueológico Nacional de Nápoles). Las prostitutas frecuentaban las popinae pero la mayoría de locales en Pompeya no tenían ninguna habitación adecuada con una cama, por lo que acudían a buscar clientes y luego los conducían a otro lugar. La popina difiere de la caupona en que la primera no proporcionaba alojamiento por las noches.

## Etimología
La palabra es el equivalente osco-umbro del latín coquina, del latín coquere "cocinar".